# Lófő
A lófő (latinul primipilus) a feudalizmus idején létezett társadalmi rang a székelyek között. A lófők közvetlenül a főszékelyek (primorok) után következtek a hierarchiában.

## Története
A székelyek mint eredendően határőrizeti feladatokat ellátó, kiváltságokat élvező katonanép körében kezdetben nem alakult ki rendi jellegű tagolódás. Jelentősebb vagyoni különbségek is csak a 14. századtól mutathatók ki közöttük. Kezdetben mindannyian lovas katonákként teljesítettek szolgálatot, majd később már csak egyesek közülük. A lófői tisztség kialakítása Mátyás királyhoz köthető, aki meghagyta a vajdaispánnak, hogy a székelyeket vegyék lajstromba, ezen belül pedig a lovasokat, kik őseiktől ilyenektől származtak, külön névsorba írják, és ezentúl a lófő névvel illessék őket. Nekik nagyobb zsákmány, a 16. századtól pedig a közös használatú nemzetségi földből nagyobb nyílföld jutott részükül. Elsősorban közülük kerültek ki a székely hadnagyok, a székely székek tisztségviselői.
1554-től kezdődően a lófők a főszékelyekhez, valamint a magyar nemesekhez hasonlóan mentesültek a hadiadó fizetése alól. A 18. századra a lófők már kisnemeseknek tekintendők és legtöbbször 1-2 jobbágyteleknyi földdel rendelkeztek. A székelység körében számuk 8-10%-ra tehető, mely idővel csökkenő tendenciát mutatott. A lófői kiváltságok gyakorlatilag 1848-ban szűntek meg, a jobbágyfelszabadítás következtében. A rangot az 1947. évi IV. törvény törölte el.

## Lófői adományozások
A királyi könyvekben megőrzött néhány lófői adományozások között szerepelnek:
- Homoródalmási Rigó Péter - 1591. május 16-án Báthory Zsigmond erdélyi fejedelemtől.
- Köszvényesi Mengecz István - 1601. november 17-én Báthory Zsigmond erdélyi fejedelemtől.
- Ákosfalvi Kósa Bálint - 1605. szeptember 16-án Bocskai István erdélyi fejedelemtől.
- Szentmiklósi Lukácsy András - 1606. május 17-én Rákóczi Zsigmond erdélyi fejedelemtől.
- Nagygalambfalvi Szaniszló Pál - 1607. április 11-én Rákóczi Zsigmond erdélyi fejedelemtől.
- Keresztúrfalvi Györgyfi János - 1609. január 4-én Báthory Gábor erdélyi fejedelemtől.
- Kovásznai Csutak János -1609. március 4-én Báthory Gábor erdélyi fejedelemtől.
- Szemerjai Joó Dénes - 1610. január 14-én Báthory Gábor erdélyi fejedelemtől.
- Csíkszentsimoni Lakatos Miklós - 1612. január 24-én Báthory Gábor erdélyi fejedelemtől.
- Beke Ferenc - 1617. május 17-én Bethlen Gábor erdélyi fejedelemtől.
- Hodosi Szép Mihály -1634. május 25-én I Rákóczi György erdélyi fejedelemtől.
- Markosfalvi Jakocz István - 1645. február 13-án I. Rákóczi György erdélyi fejedelemtől.
- Kézdiszentléleki Mészáros János - 1646. április 4-én I. Rákóczi György erdélyi fejedelemtől.
- Sepsinagybaczoni Molnár György - 1649. március 6-án II. Rákóczi György erdélyi fejedelemtől.
- Jeddi Iffiu János - 1668. november 2-án I. Apafi Mihály erdélyi fejedelemtől.